# Jozef Luknár
Jozef Luknár (15. ledna 1915, Ivanka pri Dunaji – 13. května 1966) byl slovenský fotbalový útočník, který reprezentoval Československo a Slovensko.

## Sportovní kariéra
Za československou reprezentaci odehrál 3. dubna 1938 utkání se Švýcarskem, které skončilo prohrou 0:4. Hrál za ŠK Bratislava (1937–1944), kde patřil k nejlepším střelcům klubu. Za druhé světové války nastoupil v devíti utkáních za slovenskou reprezentaci (27.08.1939–09.04.1944), v nichž vsítil čtyři branky.